# Aicardo Antimiani
Aicardo da Camodeia o Aicardo da Camodegia o Aicardo Antimiani o Aicardo da Intimiano (Novara, ... – Milano, 10 agosto 1339) è stato un arcivescovo cattolico italiano.

## Biografia

### L'inizio dell'episcopato in esilio
La carriera ecclesiastica di Aicardo da Camodeia ha inizio in maniera decisiva proprio con la sua elezione ad arcivescovo di Milano il 28 settembre 1317.
Papa Giovanni XXII, infatti, non aveva riconosciuto l'elezione di Giovanni II Visconti, il quale era stato proposto dal capitolo della cattedrale di Milano ed al suo posto aveva nominato il francescano Aicardo da Camodeia, originario di Novara, già procuratore dell'arcivescovo Cassono della Torre, in base ad una riserva delle nomine maggiori da parte del Papa.
Aicardo entrò così nel disegno anti-visconteo e filo-angioino di Giovanni XXII divenendo strumento abile della politica dell'epoca, appoggiato in questo da Catello de Medici, canonico di Milano, Lanfranco, abate di San Simpliciano e Pietro Mora di Santa Maria di Turro.
Malgrado questi ingenti appoggi politici, ad ogni modo, non gli è consentito di entrare a Milano per l'ostilità dei Visconti stessi che gli avrebbero impedito non solo lo svolgimento delle proprie attività ecclesiastiche, ma persino la vita con la prigione o la morte.

### Il processo ai Visconti
Il 16 dicembre 1321, fu ancora il Papa ad ordinare all'Arcivescovo di Milano (ancora esule), di aprire un nuovo processo contro Matteo Visconti e il figlio Galeazzo, i quali continuavano ad opporsi alla sua influenza.
In questo processo redatto da Aicardo, compaiono per la prima volta vere e proprie accuse di eresia: Matteo avrebbe negato la resurrezione della carne, l'immortalità, la Provvidenza divina, il Paradiso e l'Inferno; invocava e faceva invocare i demoni; aveva due demoni al suo servizio che stavano uno in un buco e l'altro nella fontana di San Calocero che viene chiamata la "fonte di Orisia".
La sentenza di condanna definitiva verrà stilata a Valenza il 14 marzo 1322 e sarà controfirmata personalmente dall'arcivescovo.

### Il tesoro di Monza
Il 28 febbraio 1324 l'esercito papale venne sconfitto dai milanesi a Vaprio d'Adda.
Per terrore che questi scontri potessero privarli di grandi ricchezze ricevute, i canonici del duomo di Monza avevano seppellito il loro tesoro intendendo a guerra finita dichiararne la sparizione.
L'arcivescovo Aicardo, però, insospettitosi fece delle indagini e nel novembre di quello stesso 1324 scoprì il nascondiglio e lo rivelò indignato al legato pontificio Bertrando dal Poggetto, che lo inviò ad Avignone presso la corte papale.
Il tesoro resterà in Francia fino al 1345, subendo ammanchi e manomissioni, quando verrà riportato a Monza dall'arcivescovo Giovanni II Visconti e restaurato dall'orafo Antellotto Bracciforte.

### Ultimi anni
Il 2 giugno 1332 i milanesi si riuniscono in un concistoro nel quale affermano la loro lealtà al papa e la condanna di Ludovico il Bavaro e dell'antipapa; il peso della colpa ricadde ancora una volta in gran parte su Matteo e Galeazzo Visconti, ormai defunti. Si promise inoltre di non ricevere più il Bavaro e di accogliere l'arcivescovo Aicardo entro le mura cittadine, ma questo non consentì ancora all'arcivescovo di entrare a Milano, rimanendo sino al 1339 ad Alessandria sotto la protezione di Roberto d'Angiò.
Aicardo entrò a Milano in quello stesso 1339 e fissò la propria residenza nella canonica di Sant'Ambrogio, morendovi però il 10 agosto e venendo sepolto nella Chiesa di San Francesco Grande.

## Genealogia episcopale
La genealogia episcopale è:
- Cardinale Bérenger de Frédol il Giovane
- Arcivescovo Aicardo Antimiani

## Fonti
- Dizionario di erudizione storico-ecclesiastica da San Pietro sino ai nostri giorni di Gaetano Moroni, 1879, Venezia, Tip. Emiliana
- Dizionario Biografico degli Italiani di Alberto Maria Ghisalberti, Massimiliano Pavan, Istituto della Enciclopedia italiana - 1960, Milano
- Annali d'Italia, dal principio dell'era volgare sino all'anno MDCCL di Lodovico Antonio Muratori
- A. Cadili, Governare dall'”esilio”. Appunti su frate Aicardo da Camodeia arcivescovo di Milano (1317-1339), in “Nuova Rivista Storica”, 87 (2003), pp. 267–324.